# Championnat de Belgique de football 1999-2000
Navigation
Saison précédente Saison suivante
Le championnat de Belgique de football 1999-2000 est la 97e saison du championnat de première division belge. Le championnat oppose 18 équipes en matches aller-retour.
Après quatre saisons de disette, le Sporting Anderlecht retrouve les lauriers nationaux. C'est un deuxième titre consécutif pour leur nouvel entraîneur, Aimé Anthuenis, recruté au KRC Genk durant l'été. Le Club Bruges KV termine deuxième avec huit points de retard et La Gantoise complète le podium, douze points derrière les champions. Ces deux clubs se qualifient pour la Coupe UEFA, ainsi que Genk, vainqueur de la Coupe, et le Lierse, premier au classement du fair-play qui reçoit le ticket européen dévolu à la Belgique pour le bon comportement de ses clubs en compétitions européennes.
En bas de classement, le K. FC Lommelse SK réalise un premier tour catastrophique (une seule victoire en 17 rencontres) et termine avec la lanterne rouge. L'autre place de relégable fait l'objet d'un duel entre le Sporting Charleroi et les promus du K. FC Verbroedering Geel. Il faut attendre la dernière journée pour que la décision tombe, renvoyant les campinois en deuxième division après une seule saison parmi l'élite. Le club ne remontera plus jamais au plus haut niveau national.

## Clubs participants
Dix-huit clubs prennent part à ce championnat, soit autant que lors de l'édition précédente. Ceux dont le matricule est indiqué en gras existent toujours aujourd'hui.
| #  | Nom                                                    | Mat. | Ville       | Stades                      | Entraîneur          | En D1 depuis (série) | Total en D1 | Saison précédente |
| -- | ------------------------------------------------------ | ---- | ----------- | --------------------------- | ------------------- | -------------------- | ----------- | ----------------- |
| 1  | Koninklijke Sportclub Eendracht Aalst                  | 90   | Alost       | Pierre Cornelisstadion      | Barry Hulshoff      | 1994-1995 (6e)       | 14e         | 13e               |
| 2  | Royal Sporting Club Anderlecht                         | 35   | Anderlecht  | Stade Constant Vanden Stock | Aimé Anthuenis      | 1935-1936 (63e)      | 69e         | 3e                |
| 3  | Koninklijke Football Club Germinal Beerschot Antwerpen | 3530 | Anvers      | Kiel                        | Franky Van der Elst | 1989-1990 (11e)      | 11e         | 10e               |
| 4  | Koninklijke Sportkring Beveren                         | 2300 | Beveren     | Freethielstadion            | Stani Gzil          | 1997-1998 (3e)       | 39e         | 15e               |
| 5  | Club Brugge Koninklijke Voetbalvereniging              | 3    | Bruges      | Olympiastadion              | René Verheyen       | 1959-1960 (41e)      | 78e         | 2e                |
| 6  | Royal Charleroi Sporting Club                          | 22   | Charleroi   | Stade du Mambourg           | Luka Peruzović      | 1985-1986 (15e)      | 36e         | 14e               |
| 7  | Koninklijke Football Club Verbroedering Geel           | 395  | Geel        | Leunenstadion               | Paul Put            | 1999-2000 (1re)      | 1re         | Division 2 : 3e   |
| 8  | Koninklijke Racing Club Genk                           | 322  | Genk        | Fenixstadion                | Jos Heyligen        | 1996-1997 (4e)       | 18e         | 1er               |
| 9  | Koninklijke Atletieke Associatie Gent                  | 7    | Gand        | Jules Ottenstadion          | Trond Sollied       | 1989-1990 (11e)      | 61e         | 8e                |
| 10 | Koninklijke Racing Club Harelbeke                      | 1615 | Harelbeke   | Forestierstadion            | Henk Houwaart       | 1995-1996 (5e)       | 5e          | 11e               |
| 11 | Royal Standard de Liège                                | 16   | Sclessin    | Stade de Sclessin           | Tomislav Ivić       | 1921-1922 (76e)      | 81e         | 6e                |
| 12 | Koninklijke Lierse Sportkring                          | 30   | Lierre      | Herman Vanderpoortenstadion | Walter Meeuws       | 1988-1989 (12e)      | 63e         | 7e                |
| 13 | Koninklijke Sporting Club Lokeren                      | 282  | Lokeren     | Daknamstadion               | Willy Reynders      | 1996-1997 (4e)       | 23e         | 5e                |
| 14 | Koninklijke Football Club Lommelse Sportkring          | 1986 | Lommel      | Stedelijk Sportstadion      | Jos Daerden         | 1992-1993 (8e)       | 8e          | 16e               |
| 15 | Koninklijke Voetbalclub Mechelen                       | 25   | Malines     | Achter de Kazerne           | Gunter Jacob        | 1999-2000 (1re)      | 55e         | Division 2 : 1er  |
| 16 | Royal Excelsior Mouscron                               | 224  | Mouscron    | Le Canonnier                | Hugo Broos          | 1996-1997 (4e)       | 4e          | 4e                |
| 17 | Koninklijke Sint-Truidense Voetbalverening             | 373  | Saint-Trond | Stayenveld                  | Poll Peters         | 1994-1995 (6e)       | 27e         | 9e                |
| 18 | Koninklijke Voetbalclub Westerlo                       | 2024 | Westerlo    | Het Kuipje                  | Jan Ceulemans       | 1997-1998 (3e)       | 3e          | 12e               |

### Localisation des clubs
| GBA Lierse SK KV Mechelen KVC Westerlo Geel AA Gent KSC Lokeren KSK Beveren E. Aalst FC Bruges KRC Harelbeke RSC Anderlecht Lommel Sint-Truidense VV KRC Genk Sporting Charleroi Mouscron Standard de Liège |

## Résultats et classements

### Résultats des rencontres
Avec dix-huit clubs engagés, 306 matches sont au programme de la saison.
| Résultats (▼dom., ►ext.)                                   | AAL | AND | GBA | BEV | FCB | CHA | GEE | RCG | AAG | HAR | LIE | LOK | LOM | KVM | MOU | STT | STA | WES |
| K. SC Eendracht Aalst                                      |     | 2-3 | 1-2 | 2-4 | 0-2 | 0-3 | 1-0 | 1-3 | 4-2 | 3-0 | 2-3 | 1-0 | 3-1 | 2-0 | 2-5 | 2-0 | 1-2 | 1-1 |
| R. SC Anderlecht                                           | 4-1 |     | 2-2 | 5-2 | 1-1 | 3-0 | 4-0 | 1-3 | 1-2 | 2-0 | 2-0 | 5-0 | 3-3 | 5-0 | 3-2 | 2-1 | 2-0 | 3-0 |
| K. FC GB Antwerpen                                         | 3-2 | 1-3 |     | 2-0 | 5-3 | 3-0 | 4-1 | 3-0 | 2-0 | 1-0 | 1-1 | 0-0 | 3-1 | 0-0 | 0-1 | 3-1 | 2-0 | 3-2 |
| K. SK Beveren                                              | 0-2 | 0-0 | 1-4 |     | 2-3 | 1-1 | 1-1 | 1-4 | 0-1 | 2-2 | 1-1 | 2-1 | 1-0 | 2-1 | 1-1 | 3-4 | 0-2 | 4-0 |
| Club Brugge KV                                             | 3-0 | 0-2 | 2-0 | 3-1 |     | 3-1 | 4-0 | 2-0 | 1-3 | 1-2 | 1-0 | 6-1 | 3-1 | 6-0 | 1-2 | 4-0 | 5-2 | 2-0 |
| R. Charleroi SC                                            | 0-1 | 1-1 | 3-0 | 2-3 | 0-2 |     | 1-3 | 2-1 | 1-2 | 2-1 | 1-1 | 2-4 | 1-1 | 1-4 | 2-1 | 1-1 | 1-4 | 1-2 |
| K. FC Verbr. Geel                                          | 1-2 | 0-0 | 0-2 | 1-1 | 0-2 | 0-0 |     | 1-1 | 1-5 | 3-2 | 2-1 | 3-0 | 0-0 | 3-0 | 1-4 | 1-2 | 0-0 | 2-3 |
| K. RC Genk                                                 | 2-1 | 1-4 | 4-0 | 4-1 | 1-0 | 1-2 | 1-0 |     | 0-1 | 4-3 | 2-2 | 1-1 | 1-2 | 3-1 | 2-2 | 0-2 | 4-0 | 1-1 |
| K. AA Gent                                                 | 4-0 | 0-3 | 1-3 | 4-1 | 2-0 | 3-2 | 1-1 | 0-2 |     | 4-2 | 2-0 | 1-1 | 6-2 | 6-1 | 2-3 | 4-2 | 1-5 | 2-3 |
| K. RC Harelbeke                                            | 1-1 | 2-2 | 1-0 | 0-5 | 1-1 | 4-1 | 3-0 | 1-2 | 1-2 |     | 0-3 | 2-3 | 5-1 | 5-2 | 1-1 | 3-2 | 3-4 | 3-1 |
| K. Lierse SK                                               | 5-2 | 0-3 | 3-1 | 1-3 | 1-0 | 2-0 | 2-2 | 5-0 | 2-1 | 2-0 |     | 1-2 | 4-0 | 5-1 | 1-0 | 0-0 | 1-0 | 7-0 |
| K. SC Lokeren                                              | 5-1 | 2-3 | 1-1 | 5-2 | 2-5 | 1-1 | 0-0 | 1-2 | 0-4 | 2-0 | 5-1 |     | 2-1 | 0-2 | 3-2 | 3-0 | 5-3 | 0-0 |
| K. FC Lommelse SK                                          | 3-3 | 3-3 | 2-2 | 0-0 | 0-0 | 1-1 | 1-1 | 0-1 | 1-3 | 0-2 | 1-0 | 1-0 |     | 0-2 | 0-4 | 4-1 | 2-1 | 2-2 |
| KV Mechelen                                                | 2-0 | 2-5 | 2-0 | 3-1 | 0-0 | 2-1 | 1-1 | 2-0 | 0-2 | 4-0 | 4-3 | 0-0 | 1-0 |     | 1-3 | 3-2 | 2-4 | 2-2 |
| R. Excelsior Mouscron                                      | 1-1 | 0-2 | 1-1 | 3-0 | 1-2 | 2-1 | 3-1 | 5-0 | 5-3 | 4-2 | 3-3 | 0-0 | 0-0 | 2-0 |     | 3-0 | 1-3 | 2-1 |
| K. Sint-Truidense VV                                       | 1-5 | 0-4 | 2-0 | 0-2 | 0-1 | 2-2 | 1-1 | 0-5 | 0-0 | 2-0 | 2-1 | 1-1 | 2-0 | 3-1 | 0-0 |     | 2-0 | 2-1 |
| R. Standard de Liège                                       | 3-1 | 0-0 | 1-0 | 3-1 | 0-1 | 1-3 | 3-0 | 5-1 | 0-2 | 1-3 | 3-1 | 1-2 | 4-1 | 2-1 | 2-0 | 2-1 |     | 4-0 |
| K. VC Westerlo                                             | 3-2 | 5-0 | 3-2 | 3-2 | 1-0 | 1-1 | 4-1 | 6-6 | 4-2 | 4-1 | 0-2 | 3-3 | 1-0 | 8-0 | 3-0 | 3-2 | 2-1 |     |
| - Victoire à domicile - Match nul - Victoire à l'extérieur |     |     |     |     |     |     |     |     |     |     |     |     |     |     |     |     |     |     |

### Classement final
| Rang | Équipe                   | Pts | J  | G  | N  | P  | Bp | Bc | Diff |
| ---- | ------------------------ | --- | -- | -- | -- | -- | -- | -- | ---- |
| 1    | R. SC ANDERLECHT L       | 75  | 34 | 22 | 9  | 3  | 86 | 36 | +50  |
| 2    | Club Brugge KV           | 67  | 34 | 21 | 4  | 9  | 70 | 32 | +38  |
| 3    | K. AA Gent               | 63  | 34 | 20 | 3  | 11 | 78 | 54 | +24  |
| 4    | R. Excelsior Mouscron    | 57  | 34 | 16 | 9  | 9  | 67 | 45 | +22  |
| 5    | R. Standard de Liège     | 56  | 34 | 18 | 2  | 14 | 66 | 52 | +14  |
| 6    | K. VC Westerlo           | 56  | 34 | 16 | 8  | 10 | 73 | 66 | +7   |
| 7    | K. FC GB Antwerpen       | 55  | 34 | 16 | 7  | 11 | 56 | 45 | +11  |
| 8    | K. RC Genk T C           | 54  | 34 | 16 | 6  | 12 | 63 | 59 | +4   |
| 9    | K. Lierse SK S F         | 52  | 34 | 15 | 7  | 12 | 65 | 47 | +18  |
| 10   | K. SC Lokeren            | 47  | 34 | 12 | 11 | 11 | 56 | 58 | -2   |
| 11   | KV Mechelen              | 41  | 34 | 12 | 5  | 17 | 47 | 77 | -30  |
| 12   | K. SC Eendracht Aalst    | 37  | 34 | 11 | 4  | 19 | 53 | 72 | -19  |
| 13   | K. Sint-Truidense VV     | 37  | 34 | 10 | 7  | 17 | 41 | 65 | -24  |
| 14   | K. RC Harelbeke          | 35  | 34 | 10 | 5  | 19 | 56 | 72 | -16  |
| 15   | K. SK Beveren            | 35  | 34 | 9  | 8  | 17 | 51 | 69 | -18  |
| 16   | R. Charleroi SC          | 31  | 34 | 7  | 10 | 17 | 42 | 62 | -20  |
| 17   | K. FC Verbroedering Geel | 28  | 34 | 5  | 13 | 16 | 32 | 60 | -28  |
| 18   | K. FC Lommelse SK        | 27  | 34 | 5  | 12 | 17 | 35 | 66 | -31  |

Légende
- Champion de Belgique 2000 et qualifié pour la « Ligue des champions » la saison suivante
- Club qualifié pour la « Coupe UEFA » la saison suivante
- Club qualifié pour la « Coupe Intertoto » la saison suivante
- Club relégué pour la saison suivante

Abréviations
T : Tenant du titre 1999

C : Vainqueur de la Coupe de Belgique 1999-2000

L : Vainqueur de la Coupe de la Ligue 1999-2000

S : Vainqueur de la Supercoupe de Belgique 1999

F : Lauréat du Prix du fair-play et qualifié pour la « Coupe UEFA » la saison suivante

 : club promu de « Division 2 » depuis la saison précédente

### Meilleur buteur
Ole Martin Årst (K. AA Gent) et  Toni Brogno (K. VC Westerlo) terminent ex æquo meilleurs buteurs avec 30 goals. Årst est le premier joueur norvégien et le 25e étranger différent à décrocher cette récompense, tandis que Brogno est le 51e joueur belge à être sacré meilleur buteur du championnat. C'est également la sixième saison qui voit deux joueurs terminer à égalité de buts, la première depuis 1972-1973.

#### Classement des buteurs
Le tableau ci-dessous reprend les 28 meilleurs buteurs du championnat, soit les joueurs ayant inscrit dix buts ou plus durant la saison.
| #   | Pays | Joueur             | Club                  | Buts | Matches joués |
| --- | ---- | ------------------ | --------------------- | ---- | ------------- |
| 1.  |      | Toni Brogno        | K. VC Westerlo        | 30   | 32            |
| =.  |      | Ole Martin Årst    | K. AA Gent            | 30   | 33            |
| 3.  |      | Jan Koller         | R. SC Anderlecht      | 20   | 33            |
| 4.  |      | David Paas         | K. RC Harelbeke       | 19   | 31            |
| 5.  |      | Éric Van Meir      | K. Lierse SK          | 15   | 27            |
| 6.  |      | Tomasz Radzinski   | R. SC Anderlecht      | 14   | 25            |
| =.  |      | Dante Brogno       | R. Charleroi SC       | 14   | 27            |
| =.  |      | Marcin Żewłakow    | R. Excelsior Mouscron | 14   | 29            |
| =.  |      | Pär Zetterberg     | R. SC Anderlecht      | 14   | 34            |
| 10. |      | Remco Torken       | K. SK Beveren         | 13   | 22            |
| =.  |      | Gert Verheyen      | Club Brugge KV        | 13   | 29            |
| =.  |      | Vedran Pelic       | K. VC Westerlo        | 13   | 30            |
| =.  |      | Chris Janssens     | K. SC Lokeren         | 13   | 32            |
| =.  |      | Jochen Janssen     | Club Brugge KV        | 13   | 32            |
| =.  |      | Sven Vermant       | Club Brugge KV        | 13   | 32            |
| 16. |      | Elos Elonga-Ekakia | R. SC Anderlecht      | 11   | 29            |
| =.  |      | Bernd Thijs        | R. Standard de Liège  | 11   | 29            |
| =.  |      | Jürgen Cavens      | K. Lierse SK          | 11   | 29            |
| =.  |      | Wesley Sonck       | K. FC GB Antwerpen    | 11   | 29            |
| =.  |      | Arbën Nuhiji       | K. SK Beveren         | 11   | 29            |
| =.  |      | Stefaan Tanghe     | R. Excelsior Mouscron | 11   | 31            |
| 22. |      | Axel Lawarée       | R. Excelsior Mouscron | 10   | 22            |
| =.  |      | João Elias         | KV Mechelen           | 10   | 29            |
| =.  |      | Marc Degryse       | K. FC GB Antwerpen    | 10   | 30            |
| =.  |      | Filip Fiers        | K. Sint-Truidense VV  | 10   | 32            |
| =.  |      | Robby Van De Weyer | K. Lierse SK          | 10   | 33            |
| =.  |      | Thordur Gudjonsson | K. RC Genk            | 10   | 33            |
| =.  |      | Gunther Hofmans    | K. FC GB Antwerpen    | 10   | 33            |

## Récapitulatif de la saison
- Champion : R. SC Anderlecht (25e titre)
- Première équipe à remporter 25 titres de champion de Belgique
- 47e titre pour la province de Brabant.

| Région flamande (14)            | Région flamande (14) | Province de Brabant (1)      | Province de Brabant (1) | Région wallonne (3)    | Région wallonne (3) |
| ------------------------------- | -------------------- | ---------------------------- | ----------------------- | ---------------------- | ------------------- |
| Province d'Anvers               | 5                    | Région de Bruxelles-Capitale | 1                       | Province de Hainaut    | 2                   |
| Province de Flandre-Occidentale | 2                    | Province du Brabant flamand  | 0                       | Province de Liège      | 1                   |
| Province de Flandre-Orientale   | 4                    | Province du Brabant wallon   | 0                       | Province de Luxembourg | 0                   |
| Province de Limbourg            | 3                    |                              |                         | Province de Namur      | 0                   |

1. ↑  Au niveau footballistique, la province de Brabant est toujours unitaire malgré sa partition territoriale en 1995.

### Admission et relégation
Le K. FC Lommelse SK et les promus du K. FC Verbroedering Geel terminent aux dernières places et sont relégués. Ils sont remplacés par le Royal Antwerp Football Club, champion de deuxième division, et la R. AA Louviéroise, vainqueur du tour final.

### Débuts en Division 1
Un club fait ses débuts dans la plus haute division belge. Il est le 69e club différent à y apparaître.
- Le K. FC Verbroedering Geel est le 14e club de la province d'Anvers à évoluer dans la plus haute division belge.

### Fusion et changement de nom
Le 1er juillet 2000, le KSC Lokeren (matricule 282) absorbe le K Sint-Niklaasse SK Excelsior (matricule 221). Le club conserve le matricule 282 de Lokeren et prend le nom de Koninklijke Sporting Lokeren Sint-Niklaas Waasland.

### Bilan de la saison
| Championnat de Belgique de football 1999-2000 |                                                   |
| Champion                                      | R. SC Anderlecht (25e titre)                      |
| Dauphin                                       | Club Brugge KV                                    |
| Coupes et trophées                            |                                                   |
| Vainqueur de la Coupe de Belgique 1999-2000   | K. RC Genk                                        |
| Vainqueur de la Supercoupe de Belgique 1999   | K. Lierse SK                                      |
| Vainqueur de la Coupe de la Ligue 1999-2000   | R. SC Anderlecht                                  |
| Qualifications continentales                  |                                                   |
| Ligue des champions de l'UEFA 2000-2001       | R. SC Anderlecht (Deuxième tour de qualification) |
| Coupe UEFA 2000-2001                          | K. RC Genk (Premier tour)                         |
| Coupe UEFA 2000-2001                          | Club Brugge KV (Tour préliminaire)                |
| Coupe UEFA 2000-2001                          | K. AA Gent (Tour préliminaire)                    |
| Coupe UEFA 2000-2001                          | K. Lierse SK (Tour préliminaire)                  |
| Coupe Intertoto 2000                          | R. Standard de Liège (Premier tour)               |
| Coupe Intertoto 2000                          | K. VC Westerlo (Premier tour)                     |
| Promotions et relégations                     |                                                   |
| Promus en Division 1                          | R. Antwerp FC                                     |
| Promus en Division 1                          | R. AA Louviéroise                                 |
| Relégués en Division 2                        | K. FC Verbroedering Geel                          |
| Relégués en Division 2                        | K. FC Lommelse SK                                 |